# 22e régiment aérien de bombardement de nuit
Le 22e régiment aérien de bombardement de nuit est une unité de l'Armée de l'air française créée avant la Seconde Guerre mondiale et dissoute en 1946.
Elle était emblématique de l'organisation de la force aérienne de cette époque.
Elle a donné son nom à la base aérienne 122 Chartres-Champhol, près de Chartres, où elle était stationnée.

## Création
Les escadrilles qui composeront cette unité ont été créées durant la Première Guerre mondiale.
Les Escadrilles V109 et V125 vont former le premier groupe de ce régiment aérien.
Avec l'escadrille V101, stationnée à l'aérodorme de Luxeuil,, elles composent le 22e régiment aérien, stationné à Chartres en 1923.
Le Groupe 1/22 y nait le 1er décembre 1935. Il devient l'escadre lourde de défense, en 1932,[pas clair] équipée de six Amiot 143.

## Dissolution
Le Groupe 1/22 Maroc est dissout à son retour d'Afrique du Nord, le 30 avril 1946.

## Personnalités ayant servi au régiment
- Roger Speich (1910-1984), résistant français, Compagnon de la Libération.